# Affaire Cash-Landrum
 (juin 2020).
Si vous disposez d'ouvrages ou d'articles de référence ou si vous connaissez des sites web de qualité traitant du thème abordé ici, merci de compléter l'article en donnant les références utiles à sa vérifiabilité et en les liant à la section « Notes et références ».
 (juin 2020).
L'affaire Cash-Landrum est une prétendue observation d'ovni ayant eu lieu dans l'État du Texas, aux États-Unis, en 1980. Affirmant qu'elle avait entraîné chez eux de graves lésions physiques, les témoins intentèrent un procès contre le gouvernement fédéral américain mais furent déboutés.
L'authenticité de l'incident est mise en doute par plusieurs enquêteurs.

## Chronologie des événements
Le 29 décembre 1980, Betty Cash, âgée de 50 ans, Vickie Landrum, 60 ans, et son petit-fils Colby Landrum, 7 ans, roulent sur une petite route du Texas, près de Dayton, après un repas au restaurant. Il est 21 h. C'est alors qu'ils aperçoivent un objet lumineux volant, qui vient se poser sur la route, bloquant le passage. Cet ovni a la forme d'un grand diamant brillant de plusieurs mètres de haut, émettant des flammes vers le bas par une sorte de tuyère.
Les trois occupants sortent de la voiture. Les Landrum y retournent vite, effrayés, tandis que Betty Cash s'approche de l'objet. Vickie Landrum, membre d'une secte fondamentaliste américaine et très impressionnée par la chose, déclarera avoir pensé que c'était le signe du retour de Jésus sur Terre.
Vickie reste quelques minutes dehors, malgré l'intense chaleur dégagée par l'objet. Elle y retourne finalement, pour se brûler la main, la poignée métallique de la portière étant devenue très chaude. L'intérieur de la voiture était aussi très chaud, malgré l'usage de la climatisation. Peu après, l'objet décolle, suivi d'après les témoins, d'une vingtaine d'hélicoptères noirs CH-47 Chinook. Les trois personnes rentrent ensuite chez elles à Dayton.
D'autres habitants de la région déclarèrent avoir vu cette même nuit des lumières brillantes et des hélicoptères Chinook.
La nuit suivante, les trois témoins furent victimes de nausées, maux de tête, d'une grande fatigue, ainsi que de sensations de coups de soleil. Trois jours plus tard, Betty Cash, beaucoup plus gravement atteinte (cloques d'eau sur la peau, cécité temporaire et début de perte de cheveux) fut admise en urgence à l'hôpital, où les médecins diagnostiqueront une irradiation. Ce fut, pour elle, le début d'un long parcours médical qui s'achèvera dix-huit ans plus tard par son décès, pour cause de cancer, maladie qu'elle attribuera à son irradiation massive de décembre 1980.

## Le procès
Les victimes intentèrent un procès au gouvernement des États-Unis, demandant vingt millions de dollars de compensation. Prétendant que l'objet ayant été escorté par des hélicoptères militaires, Betty et Vicky affirmèrent avoir été victimes d'une expérience militaire. Aucune preuve quant à la présence des hélicoptères ne put être fournie et l'armée américaine démentit posséder des engins comme celui qui était censé les avoir irradiées. Le procès fut donc perdu en 1986.

## Enquêtes sceptiques
En 1998, le journaliste sceptique Philip J. Klass émit des doutes quant au récit de Betty Cash et Vickie Landrum. Lorsque, début 1981, on voulut mesurer la radioactivité de la voiture de Betty avec un compteur Geiger, aucune trace n'en fut décelée. De plus, on ne dispose d'aucune information médicale sur la santé de Betty avant l'incident ni sur celle de Vickie et de Colby.
En décembre 2018, Brian Dunning révéla que le docteur de Betty Cash attribuait la perte de cheveux de cette dernière à une maladie auto-immune dite alopecia areata et que les autres symptômes dont elle souffrait résultaient peut-être d'une maladie contractée avant l'incident. Dunning indiqua également que la seule maladie connue de Vickie Landrum était la cataracte à un œil.

## Mort de Betty Cash et de Vickie Landrum
Betty Cash est morte à l'âge de 71 ans le 29 décembre 1998, soit dix-huit ans après sa prétendue rencontre rapprochée.
Vickie Landrum est morte le 12 septembre 2017, sept jours avant son 84e anniversaire.